# Салейль, Раймон
Раймон Салейль (фр. Raymond Saleilles; 14 января 1855, Бон —3 марта 1912, Париж) — французский юрист.

## Биография
Раймон Салейль родился 14 января 1855 г. в Боне.
После получения среднего образования в своём родном городе он решил продолжить образование в области права на Свободном факультете Католического института в Париже. Он был президентом Оливантской конференции в 1879 году. В 1883 году он защитил докторскую диссертацию, подготовленную под руководством Клода Бюфнуара. В 1884 году он прошёл конкурс и получил звание агреже. Он был направлен на юридический факультет Гренобля, где проработал профессором истории права один год. В 1885 году его перевели на юридический факультет Дижона, где он также преподавал историю права в течение десяти лет, а с 1889 по 1895 — конституционное право. В Дижоне он помог основать журнал Revue bourguignonne и стал его генеральным секретарём. В 1895 году он уехал из Дижона в Париж, где поступил на юридический факультет в должности агреже вместо Жюля Левейе, избранного депутатом от департамента Сена, и преподавал там гражданское право, а с 1895 по 1898 год читал курс сравнительного уголовного законодательства. 28 ноября 1898 года он занял должность профессора гражданского права и оставался на этой должности до конца жизни. В 1901 году по его инициативе был создан курс сравнительного гражданского права. В 1902 году он основал Общество законодательных исследований и стал его генеральным секретарём. В 1904 году он инициировал празднование столетия Гражданского кодекса.
Раймон Салейль придерживался идей католического социализма, был юридическим советником и близким другом аббата Лемира.
В конце XIX — начале XX века зародилась новая доктрина — реформаторское течение, сторонники которого придали праву научное измерение и обогатили систему изучения права такими предметами, как социология и философия. Наиболее известными представителями этого новаторского течения являлись Раймон Салейль, Франсуа Жени, Марсель Планиоль и Рене Демог.
Раймон Салейль накапливал не только юридические, но также и философские, социологические, исторические и экономические знания. Будучи человеком, интересовавшимся состоянием науки за рубежом, он восхищался немецким правом и немецкой теорией права, о которых написал одну из своих самых важных работ — «Очерк об обязательствах в первом проекте Гражданского кодекса Германии», опубликованную в 1901 году, когда он был преподавателем в Дижоне. Эта работа стала новаторской в области обязательственного частного права в то время, когда Гражданский кодекс Германии был практически не известен во Франции. Эта книга сделала его одним из крупнейших специалистов в области сравнительного гражданского права.
Раймон Салейль скончался 3 марта 1912 года. Церемония прощания состоялась 6 марта в церкви святого Фомы Аквинского в Париже. Вторая церемония была проведена в базилике Нотр-Дам-де-Бон в городе Бон, после чего он был похоронен на местном кладбище.

## Характеристики его работы и юридического вклада
В 1898 году Раймон Салейль опубликовал книгу под названием «Индивидуализация наказания», которая была переиздана в 1908 и 2001 годах. В этой работе он говорил о том, что тексты законов пишутся в строгих формулировках, а гибкость закона должен обеспечивать судья своими толкованиями этих формулировок. Он первым выдвинул идею «наказания, адаптированного к характеру человека, на которого оно будет наложено».
Салейль развивал теорию риска: чем больше взятый риск, тем больше прибыль, а значит, и последствия в случае неудачи. У него также было новое видение юриспруденции: с его точки зрения это не просто выражение законов, а инструмент, гибкое применение которого позволяет текстам совершенствоваться. Контекст событий того времени, таких как объединение Германии и объединение Италии после войны 1870 года, сделал Раймона Салейля поклонником немецкой теории права, согласно которой «у каждой нации есть своё право».
Салейль также стремится унифицировать различия между вещным правом и личным правом. Он формулирует реалистическую и объективистскую теорию патримонии, которая стремится смешать понятие личного права с понятием вещного права, причём оба эти права в конечном итоге осуществляются в отношении наследуемого имущества человека.
Раймон Салейль также был профессором права в Дижонском университете, где он познакомился с юристом Франсуа Жени, с которым завязал дружбу, повлиявшую на их совместную работу. Вместе они создали школу свободных научных исследований в противовес школе экзегетики — с его точки зрения такой метод толкования Гражданского кодекса придавал слишком большое значение букве закона. Метод Жени и Салейля позволяет использовать текст закона в качестве основы для поиска всех возможных подходящих решений. При недостатке таких возможностей нужно свободно искать и вырабатывать желаемое решение, черпая вдохновение из Истории разума и текущей необходимости. Он потом скажет: «Не по гражданскому кодексу, а на основе гражданского кодекса».

## Работы
- L’individualisation de la peine. Étude de criminalité sociale, Paris, 1898. (Индивидуализация наказания. Исследование социальных преступлений, Париж, 1898 г.)
- De la déclaration de volonté. Contribution à l'étude de l’acte juridique dans le Code civil allemand, 1901. (О волеизъявлении. Вклад в изучение правового акта в Гражданском кодексе Германии, 1901.)
- De la personnalité juridique, 1910. (О юридическом лице, 1910.)
- Patrice Rolland, Deux catholiques dans l’Église et dans la République. Lettres de Raymond Saleilles à l’abbé Birot (1906—1909), Mil neuf cent. Revue d’histoire intellectuelle, 34, 2016, p. 169—231. (Патрис Роллан. Два католика в церкви и в республике. Письма Раймона Салейля аббату Биро (1906—1909) Обзор интеллектуальной истории, 34, 2016, с. 169—231.)